# Куатро
Куа́тро (исп. cuatro, порт. quatro, «четыре») — музыкальный инструмент щипкового типа из семейства гитар. Распространён во всей Латинской Америке, и особенно — в музыкальных ансамблях Мексики, Колумбии, Венесуэлы и Пуэрто-Рико. Используется как аккомпанирующий инструмент.

## История
Куатро под названием машети в XV веке завезён португальцами в Африку, а затем в Южную Америку.

## Строй куатро
Обычно имеет четыре струны со следующим строем:
- си
- фа-диез
- ре
- ля